# Biblia de Esteban Harding
La Biblia de Esteban Harding es un manuscrito iluminado, en latín, copia de la Biblia, realizado en la abadía de Císter siendo Esteban Harding su abad, entre 1109 y 1112. El manuscrito se encuentra conservado en la Biblioteca Municipal de Dijon (MS. 12 a 15).

## Contexto histórico
La confección de este manuscrito se llevó a cabo bajo la dirección de Ésteban Harding, elegido abad de Císter en 1108. El monitum o aviso ubicado al final del primer volumen (fol.150 del Ms. 3) está fechado en el año 1109 y especifica las condiciones para la producción del manuscrito. Indica que se procedió a escribir a partir de varios textos para acercarse lo más posible a la Vulgata de San Jerómino. También indica que llamó a judíos experimentados para hacer comparaciones con los textos hebreos. El segundo volumen (ms.14-15) se completó dos años después. Este último fue copiado por el mismo escriba que el manuscrito del Moralia in Job de Císter lo fechó por su colofón de 1111. Es una de las primeras realizaciones del scriptorium de la abadía cisterciense. El manuscrito se usa entonces regularmente durante la liturgia monástica, en particular durante las lecturas en el refectorio como se indica en una nota marginal (Ms.14 f.166).
Cuando la abadía se cerró durante la Revolución Francesa, los manuscritos de su biblioteca fueron trasladados a Dijon y se preservan en la Biblioteca Municipal.

## Descripción
La biblia constaba originalmente de dos tomos encuadernados en 4 volúmenes:
- Volumen 1, ms.12: 115 hojas que contienen los prólogos de San Jerónimo y el Octateuco.
- Volumen 2, ms.13: 150 hojas que contienen los libros de Reyes y Profetas, finalizando con la encíclica de Stephen Harding (f.150v. )
- Volumen 3, ms.14 : 204 folios que contienen los libros de Job, Salmos, Proverbios, Eclesiastés, Cantar de los Cantares, Daniel, Crónicas (Paralipomena) I y II, Esdras I y II ( Nehemías ), Ester, Sabiduría, Eclesiástico ( Eclesiástico ), Judit, Tobías, Macabeos I y II
- Volumen 4, ms.15 : 132 hojas que contienen el Nuevo Testamento

Se han diferenciado las manos de tres amanuenses, así como las de dos miniadores. El primero realizó las decoraciones del primer volumen, compuesto únicamente por iniciales decoradas con follaje, animales y una sola cabeza humana (ms 13, fol. 132v). El segundo volumen del manuscrito contiene 2 miniaturas a toda página, 6 miniaturas pequeñas y 29 iniciales historiadas que muestran una gran influencia de la iluminación anglosajona. Podrían ser obra de un monje inglés y los historiadores del arte han especulado que podría ser el propio Etienne Harding.

Ejemplos de páginas miniadas
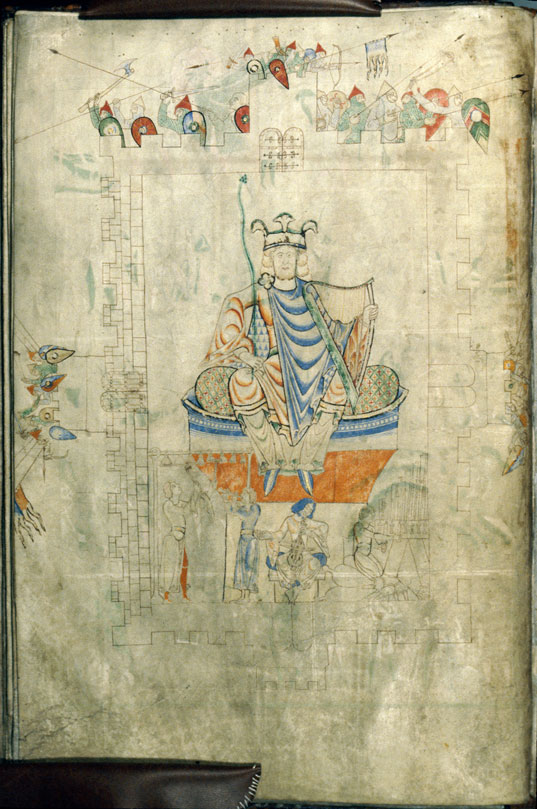
El rey David como músico, miniatura a página completa, Ms.14, f.13v.
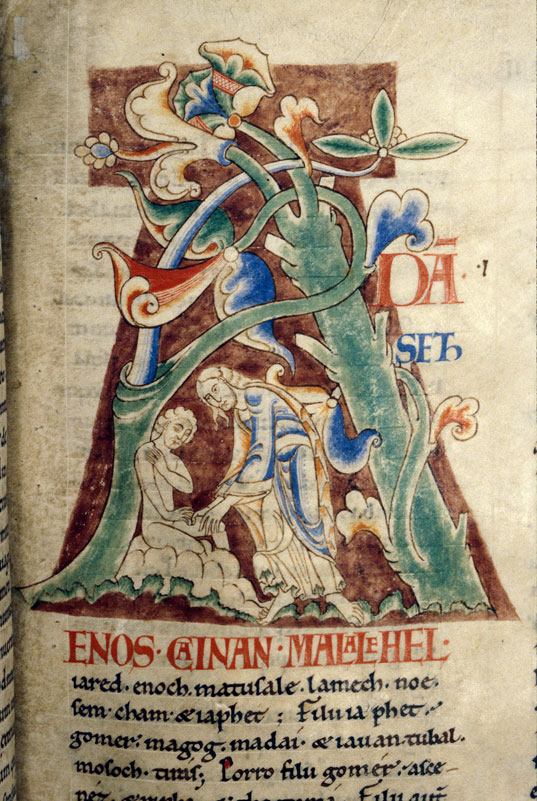
Creación de Adán, Ms.14, f.76
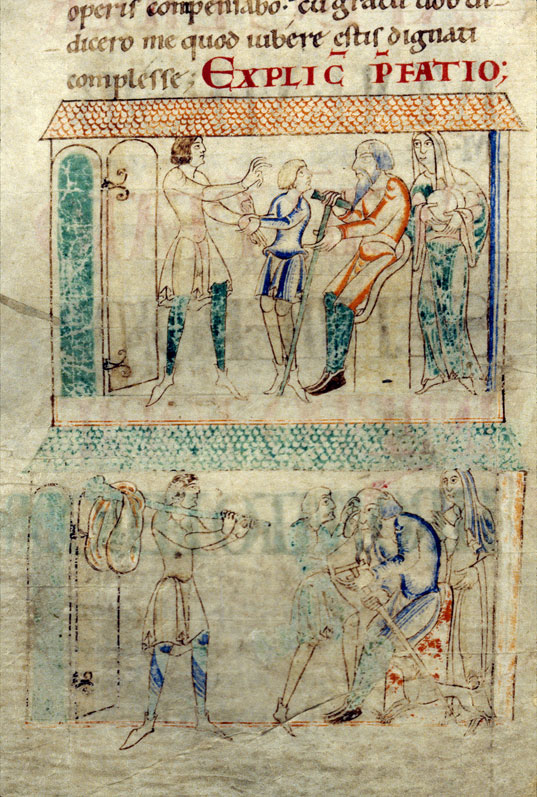
Partida y curación de Tobías, fol.165
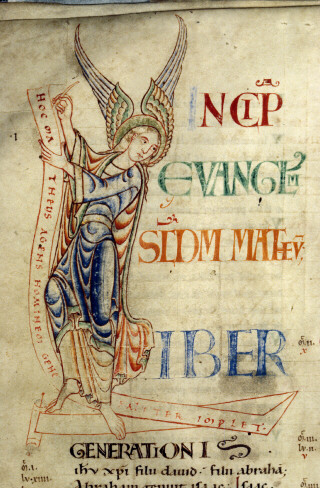
Inicio del Evangelio según san Mateo, f.11.
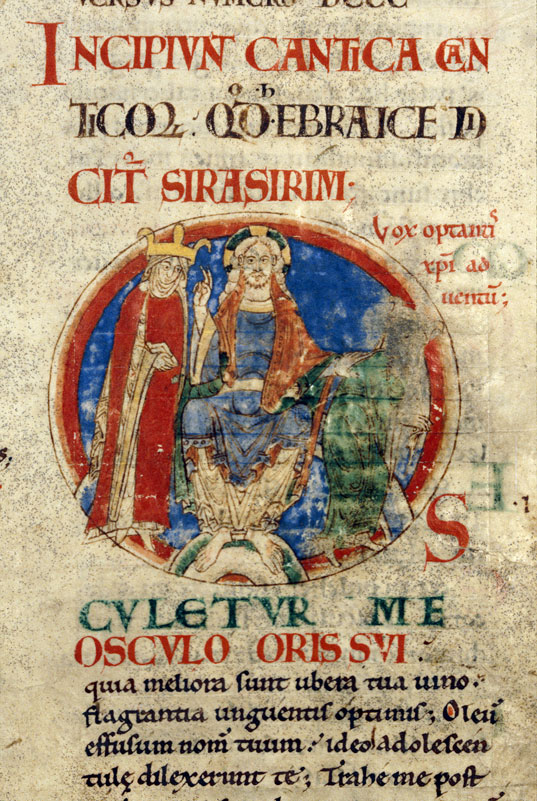
Christo en Ecclesia et Synagoga